# Berliner Vier-Etappenfahrt 1970
Die Berliner Vier-Etappenfahrt 1970 war die 18. Austragung dieses deutschen Etappenrennens (später Berlin-Rundfahrt). Es fand vom 7. bis zum 10. Mai in West-Berlin statt. Sieger wurde Verner Blaudzun aus Dänemark.

## Teilnehmer
Am Start waren 97 Radrennfahrer. Neben Nationalmannschaften aus Belgien, Dänemark, der Bundesrepublik Deutschland, Großbritannien, den Niederlanden, Italien, Schweden und der Schweiz waren Auswahlmannschaften einiger Landesverbände im Bund Deutscher Radfahrer (BDR) sowie einige Vereinsmannschaften gemeldet. Jede Mannschaft hatte vier Fahrer. Die Länge des Etappenrennens betrug 538 Kilometer quer durch das Stadtgebiet von West-Berlin.

## Rennverlauf
Die Vorentscheidung der Rundfahrt fiel bereits auf der 1. Etappe. Verner Blaudzun, Gerhard Nielsen und Jan-Åke Ek gelang ein Ausreißversuch, der ihnen einen Vorsprung einbrachte, den kein anderer Fahrer mehr aufholte.
1. Etappe: 138 Kilometer, Sieger: Verner Blaudzun, Dänemark
2. Etappe 1. Teil 30 Kilometer (Einzelzeitfahren), Sieger: Burkhard Ebert, Team Berlin
2. Etappe 2. Teil 84 Kilometer, Sieger: Jürgen Kraft, BRC Zugvogel 1901
3. Etappe: 96 Kilometer Sieger: Peter Knopf, NRVg Luisenstadt
4. Etappe: 190 Kilometer Sieger: Peter Lindow, NRVg Luisenstadt

## Ergebnis
|     | Fahrer          | Verein/Nation    | Zeit (h)       |
| --- | --------------- | ---------------- | -------------- |
| 01. | Verner Blaudzun | Dänemark         | 14:01:03       |
| 02. | Gerhard Nielsen | Dänemark         | + 1:08 Minuten |
| 03. | Jan-Åke Ek      | Schweden         | + 2:06 Minuten |
| 04. | Burkhard Ebert  | Team Berlin      | + 2:58 Minuten |
| 05. | Wilfried Trott  | BDR              | + 4:26 Minuten |
| 06. | Peter Lindow    | NRvG Luisenstadt | + 4:39 Minuten |